# Jolanda Ceplak
Jolanda Ceplak (Celje, Eslovenia, 12 de septiembre de 1976) es una atleta eslovena, especializada en la prueba de 800 m en la que llegó a ser medallista de bronce olímpica en 2004.

## Carrera deportiva
En el Campeonato Europeo de Atletismo de 2002 ganó la medalla de oro en los 800 metros, corriéndolos en un tiempo de 1:57.65 segundos, llegando a meta por delante de la española Mayte Martínez y la británica Kelly Holmes.
En los JJ. OO. de Atenas 2004 ganó la medalla de bronce en los 800 metros, con un tiempo de 1:56.43 segundos, llegando a la meta tras la británica Kelly Holmes y la marroquí Hasna Benhassi (plata).